# نور الهدى
نور الهدى ألكسندرا نقولا بدران (24 ديسمبر 1924 - 9 يوليو 1998 )، ممثلة ومغنية لبنانية، تميزت بغناء الموشحات، كما ظهر عليها التأثر بالطقوس الدينية ذات النغم الموسيقي، أسماها يوسف وهبي (نور الهدى) وهو الاسم الذي اشتهرت به وعرفها الجمهور المصري من خلاله، كما لقّبها أيضًا بـ (أم كلثوم لبنان).

## عن حياتها
ولدت في مرسين بتركيا. قدّم لها والدها الكثير وساهم في نجاحها، فقد اكتشفت صوتها الجميل وكانت تغني في المدرسة وفي الحفلات الخاصة حتى أطلقوا عليها اسم أم كلثوم لبنان. جاءت فرصة ذهبية عندما كان يوسف وهبي في جولة فنية في ربوع الشام سنة 1942 واستمع إليها وأعجب بصوتها، فطلب منها المجيء إلى مصر وبالفعل حضرت وأسند إليها بطولة فيلم جوهرة. وعملت مع عدد كبير من الفنانين مثل فريد الأطرش ومحمد عبد الوهاب ومحمد فوزي. كما تعرفت على الملك فاروق وعلى النحاس باشا، وغنّت للملك فاروق في حفل بالسفارة السورية بالقاهرة. وفي الخمسينيات اعتزلت الفن وعادت إلى بلادها، ولكنها كانت حريصة على حضور اللقاءات الخاصة معها حتى تحكي عن فنها وتاريخها الفني.

## قائمة أعمالها الفنية

### أفلامها
| العمل            | تاريخ الإنتاج | الدور                                         |
| ---------------- | ------------- | --------------------------------------------- |
| لمن تشرق الشمس   | 1958          |                                               |
| حكم قراقوش       | 1953          |                                               |
| حكم الزمان       | 1953          | وداد                                          |
| عايزة أتجوز      | 1952          |                                               |
| ما تقولش لحد     | 1952          | نوسة                                          |
| مصري في لبنان    | 1952          |                                               |
| الشرف غالي       | 1951          |                                               |
| شباك حبيبي       | 1951          |                                               |
| غرام راقصة       | 1950          | سهير                                          |
| أفراح            | 1950          |                                               |
| مبروك عليكي      | 1949          |                                               |
| هدى              | 1949          |                                               |
| نرجس             | 1948          |                                               |
| المستقبل المجهول | 1948          | سميرة                                         |
| حياة حائرة       | 1948          |                                               |
| غدر وعذاب        | 1947          |                                               |
| قبّلنى يا أبي     | 1947          |                                               |
| المنتقم          | 1947          | نور                                           |
| مجد ودموع        | 1946          | دريّة أحمد عبد التواب / إلهام الفنانة المشهورة |
| لست ملاكاً        | 1946          | سعاد                                          |
| الآنسة بوسة      | 1945          |                                               |
| أميرة الاحلام    | 1945          | حميدة/الأميرة شمس الضُحى اُبّهات خاتون           |
| برلنتي           | 1944          | برلنتي                                        |
| جوهرة            | 1943          | فلفلة- جوهرة                                  |

### مسلسلاتها
| العمل       | تاريخ الإنتاج | الدور       |
| ----------- | ------------- | ----------- |
| نوارة       |               | نوارة       |
| الغريبان    |               | جوهرة       |
| قصر الحمراء | 1971          | تمثيل وغناء |

## روابط خارجية
- نور الهدى على موقع IMDb (الإنجليزية)
- نور الهدى على موقع قاعدة بيانات الأفلام العربية
- نور الهدى على موقع أول ميوزيك (الإنجليزية)
- نور الهدى على موقع قاعدة بيانات الفيلم (الإنجليزية)